# Susovan Sonu Roy
Susovan Sonu Roy (hindi: सुशोभन सोनू रॉय; bengalí: সুশোভন সোনু রায়), nacido el 19 de julio de 1994 en Howrah, Bengala Occidental, India. Es un actor y modelo indio de reciente generación.
Creció en Guwahati y Calcuta y estudió en Calcuta en Dum Dum Motijheel Rabindra Mahavidyalaya, parte de la Universidad Estatal de Bengala Occidental. Después de graduarse en 2017, comenzó a actuar como bailarín.
Como actor, apareció en una serie de televisión sobre Bengala Occidental en 2019. Hizo su primera aparición en la serie Anandamoyee Maa del director Debidas Bhattacharya, que narra una historia de la mitología bengalí. Allí interpreta a un devoto de Vishnu. La serie se transmite en el canal de televisión Aakash Aath. A esto le siguió Jamuna Dhaki, una serie de drama romántico que se emitió de 2020 a 2022, primero en Zee Bangla y luego en ZEE5, en la que interpretó a un vecino. A esto le siguieron apariciones en la serie Mohor, una serie sobre un estudiante transmitida en Star Jalsha desde 2019 y en Disney+ Hotstar. En la telenovela Kora Pakhi, transmitida en Star Jalsha desde 2020 y en Disney+ Hotstar, interpreta a un periodista negativo en noventa episodios. Susovan se ha dedicado al modelaje además de actuar, y ha modelado para varias marcas regionales y nacionales como Holiday Inn Hotel, Dabur, Titan Eye+, Velocity Eyewear, Amazon, Spencer's, Campus Shoes, Big Bazaar, Biotique y Fiama Di Wills.

## Filmografía
- 2019: Anandamoyee Maa
- 2020: Jamuna Dhaki
- 2020: Titli
- 2020: Mohor
- 2020: Kora Pakhi
- 2021: Khelaghor